# Michael Ball
Michael Ashley Ball (Bromsgrove, 27 giugno 1962) è un cantante e attore britannico, noto soprattutto come interprete di musical.

## Biografia
Voce inconfondibile, caratterizzata da un timbro vellutato, da insistito e particolare uso del vibrato (da taluni assai criticato), e da un'estensione non comune, che gli ha permesso di interpretare con la stessa efficacia ruoli da basso-baritono, baritono o tenore, vanta una galleria di personaggi (sostenuti sulla scena o solo in studio) di eccezionale ampiezza (da West Side Story ai lavori di Andrew Lloyd Webber, sino all'operetta).
Esordisce nel ruolo di Marius nella prima edizione londinese di Les Misérables (1985), interpretando il personaggio anche nel Simphonyc Recording del 1987 e nel concerto per il decimo anniversario del musical alla Royal Albert Hall. Successivamente subentra a Steve Barton come Raoul in The Phantom of the Opera di Andrew Lloyd Webber, cui segue, nel 1989, il ruolo di Alex in Aspects of Love sia a Londra che a Broadway. In questo musical, anch'esso composto da Andrew Lloyd Webber, Michael Ball interpreta la canzone Love Changes Everything, che raggiunge la seconda posizione nelle classifiche di vendita nel Regno Unito.
All'Eurovision Song Contest 1992, arriva secondo con One Step Out Of Time. Ruoli successivi nel West End sono Giorgio in Passion di Stephen Sondheim, Caractacus Potts in Chitty Chitty Bang Bang e il conte Fosco in The Woman in White nel 2005, subentrando a Michael Crawford con soli dieci giorni di preavviso, interpretando poi il personaggio anche a Broadway. Nel 2004 affianca Petula Clark in una produzione irlandese di Sunset Boulevard.
Oltre a lavorare in teatro, Michael Ball ha realizzato diverse incisioni discografiche, ha lavorato alla radio e in televisione e ha realizzato numerosi concerti sia nel Regno Unito che all'estero. Dall'ottobre 2007 al 2008 Michael Ball interpreta il ruolo di Edna Turnblad nel musical Hairspray in scena allo Shaftesbury Theatre di Londra; per la sua interpretazione ha vinto il Laurence Olivier Award al miglior attore in un musical. Nell'autunno 2011 ha interpretato Sweeney Todd nel revival a Chichester del musical "Sweeney Todd" accanto a Imelda Staunton. La stessa produzione ha aperto a Londra all'Adelphi Theatre nel marzo 2012 e gli è valsa il suo secondo Olivier Award al miglior attore in un musical.
Nel 2015 ha interpretato Mack Sennett in una tournée del musical Mack and Mabel, mentre nel 2018 ha ricoperto il ruolo di Anatoly in un allestimento semiscenico di Chess al London Coliseum. L'anno successivo è tornato a recitare in Les Misérables, questa volta in un allestimento concertistico del musical in cui interpretava l'ispettore Javert. Nel 2021 invece è tornato ad interpretare Edna in Hairspray, in scena per una stagione limitata al London Coliseum. Nel 2023 invece torna a calcare le scene del West End in Aspects of Love, questa volta nel ruolo di George.

## Teatro
- Godspell, libretto di John-Michael Tebelak, colonna sonora di Stephen Schwartz. Aberystwyth Arts Centre di Aberystwyth (1984)
- The Pirates of Penzance, libretto di William Schwenck Gilbert, colonna sonora di Arthur Sullivan. Manchester Opera House di Manchester (1985)
- Les Misérables, libretto di Alain Boublil e Herbert Kretzmer, musiche di Claude-Michel Schönberg, regia di Trevor Nunn e John Caird. Barbican Centre e Palace Theatre di Londra (1985)
- The Phantom of the Opera, libretto di Charles Hart e Richard Stilgoe, colonna sonora di Andrew Lloyd Webber, regia di Harold Prince. His Majesty's Theatre di Londra (1987)
- Aspects of Love, libretto di Don Black e Charles Hart, colonna sonora di Andrew Lloyd Webber, regia di Trevor Nunn. Prince of Wales Theatre di Londra (1989)
- Aspects of Love, libretto di Don Black e Charles Hart, colonna sonora di Andrew Lloyd Webber, regia di Trevor Nunn. Broadhurst Theatre di Broadway (1990)
- Passion, libretto di James Lapine, colonna sonora di Stephen Sondheim, regia di Jeremy Sams. Tournée britannica, Queen's Theatre di Londra (1996)
- Chitty Chitty Bang Band, colonna sonora di Richard M. Sherman e Robert B. Sherman, libretto di Jeremy Sams, regia di James Brining. London Palladium di Londra (2002)
- The Woman in White, libretto di David Zippel e Charlotte Jones, colonna sonora di Andrew Lloyd Webber, regia di Trevor Nunn. Palace Theatre di Londra (2005)
- Patience, libretto di William Schwenck Gilbert, colonna sonora di Arthur Sullivan, regia di Tazewell Thompson. New York City Opera di New York (2005)
- The Woman in White, libretto di David Zippel e Charlotte Jones, colonna sonora di Andrew Lloyd Webber, regia di Trevor Nunn. Marquis Theatre di Broadway (2005)
- Kismet, libretto di Charles Lederer, Luther Davis, Robert Wright, George Forrest, colonna sonora di Aleksander Borodin, regia di Gary Griffin. London Coliseum di Londra (2007)
- Hairspray, colonna sonora di Marc Shaiman, testi di Scott Wittman e libretto di Mark O'Donnell e Thomas Meehan, regia di Jack O'Brien. Shaftesbury Theatre di Londra (2007)
- Hairspray, colonna sonora di Marc Shaiman, testi di Scott Wittman e libretto di Mark O'Donnell e Thomas Meehan, regia di Jack O'Brien. Tournée britannica (2010)
- Sweeney Todd: The Demon Barber of Fleet Street, libretto di Hugh Wheeler, colonna sonora di Stephen Sondheim, regia di Jonathan Kent. Festival Theatre di Chichester (2011)
- Sweeney Todd: The Demon Barber of Fleet Street, libretto di Hugh Wheeler, colonna sonora di Stephen Sondheim, regia di Jonathan Kent. Adelphi Theatre di Londra (2012)
- Mack and Mabel, libretto di Michael Stewart, colonna sonora di Jerry Herman, regia di Jonathan Church. Festival Theatre di Chichester e tournée britannica (2015)
- Chess, libretto di Tim Rice, colonna sonora di Benny Andersson e Björn Ulvaeus, regia di Laurence Connor. London Coliseum di Londra (2018)
- Les Misérables: The All Star Concert, libretto di Alain Boublil e Herbert Kretzmer, musiche di Claude-Michel Schönberg, regia di Laurence Connor. Gielgud Theatre di Londra (2019), tour britannico (2024)
- Les Misérables: The All Star Concert, libretto di Alain Boublil e Herbert Kretzmer, musiche di Claude-Michel Schönberg, regia di Laurence Connor. Gielgud Theatre di Londra (2020)
- Hairspray, colonna sonora di Marc Shaiman, testi di Scott Wittman e libretto di Mark O'Donnell e Thomas Meehan, regia di Jack O'Brien. London Coliseum di Londra (2021)
- Aspects of Love, libretto di Don Black e Charles Hart, colonna sonora di Andrew Lloyd Webber, regia di Jonathan Kent. Lyric Theatre di Londra (2023)